# Jesper Bodilsen

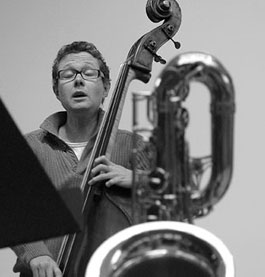
Jesper Bodilsen 2014

Jesper Bodilsen (* 5. Januar 1970 in Aarhus) ist ein dänischer Kontrabassist und Komponist des Modern Jazz, der als Instrumentalist in eine direkte Reihe mit Niels-Henning Ørsted Pedersen, Palle und Lars Danielsson und Arild Andersen gestellt wird. Auch seine Kompositionen zeichnen sich durch „Klarheit und unverstellte Emotionalität“ aus.

## Leben und Wirken
Bodilsen lernte ab dem achten Lebensjahr Trompete. Mit 14 Jahren wechselte er zur Bassgitarre. Von 1991 bis zum Diplom 1997 studierte er in Aarhus; er ist ein Schüler von Niels-Henning Ørsted Pedersen. 1995 wurde er Mitglied des Dream Quartet von Erling Kroner. Seit Ende der 1990er Jahre arbeitet er regelmäßig mit Ed Thigpen zusammen, mit dem er mehrere Alben einspielte und Gastmusiker wie Duke Jordan, Benny Golson, Lee Konitz oder Phil Woods begleitete. Daneben arbeitete er u. a. mit dem Trompeter Enrico Rava und nahm mit Kasper Villaume, Stefano Bollani, Hanne Rømer/Mads Granum, Max De Aloe und Katrine Madsen auf. Er leitet ein eigenes Trio, dem neben dem italienischen Pianisten Stefano Bollani der Schlagzeuger Morten Lund angehört. 2002 gründete er eine Musikproduktion, für die er mehr als 15 Alben produzierte. Mit George Colligan spielte er ein Duo-Album ein.

## Preise und Auszeichnungen
2004 wurde er mit einem Django d’Or als „Contemporary Star of Jazz“ ausgezeichnet.

## Diskographische Hinweise
- A Wish mit George Colligan, 2002
- Mi Ritorni in Mente mit Stefano Bollani und Morten Lund, 2004
- Short Stories for Dreamers mit Ulf Wakenius, Peter Asplund, Severi Pyysalo, 2009[2]
- Scenografie, mit Stefano Bollani, Ulf Wakenius, Peter Asplund, Nico Gori, Paolo Russo, Joe Barbieri, 2013 (Carosello Records)[1]